# Thamnophis bogerti
Thamnophis bogerti är en ormart som beskrevs av Rossman och Burbrink 2005. Thamnophis bogerti ingår i släktet strumpebandssnokar, och familjen snokar. Inga underarter finns listade i Catalogue of Life.
Arten förekommer i delstaten Oaxaca i Mexiko. Honor lägger inga ägg utan föder levande ungar.